# Sympterygia
Sympterygia is een geslacht van kraakbeenvissen uit de familie van de Arhynchobatidae.

## Soorten
- Sympterygia acuta Garman, 1877
- Sympterygia bonapartii Müller & Henle, 1841
- Sympterygia brevicaudata (Cope, 1877)
- Sympterygia lima (Poeppig, 1835)